# رهبر بزرگ (فیلم)
رهبر بزرگ (به کنادا: Mass Leader) فیلمی محصول سال ۲۰۱۷ و به کارگردانی نارا سیمها است. در این فیلم بازیگرانی همچون شیوا راجکومار، گوروراج، پرانیتا سوبهاش، ویجی راغواندارا، یوگش، شارمیلا ماندر ایفای نقش کرده‌اند.